# Museo Histórico Nacional (Brasil)
El Museo Histórico Nacional de Brasil (en portugués: Museu Histórico Nacional) se ubica en el centro histórico de Río de Janeiro, Brasil. Creado en 1922, posee en vasto acervo de más de 287.000 piezas, entre las cuales se encuentra la mayor colección numismática de América Latina. El complejo arquitectónico que cobija al museo tiene su origen en la construcción del Fuerte Santiago, uno de los lugares estratégicos para la defensa de la ciudad de Río de Janeiro.

## Historia
Creado en agosto de 1922 por un decreto del presidente Epitácio Pessoa, el Museo Histórico Nacional empezó sus actividades el 12 de octubre de ese año, al integrar la Exposición del Centenario en dos cuartos especiales de la Casa do Trem (Depósito de municiones).
A lo largo de estos 75 años de actividades continuas, el Museo reunió la mayor colección a cargo del Ministerio de Cultura y se ha convertido en un centro importante de cultor, al ocupar gradualmente todo el complejo arquitectónico. El Museo llegó a ser internacionalmente conocido en los años 1940, debido a que fue el primero en realizó un curso oficial de museología que sirvió como punto de inicio para la formación de otros museos brasileños importantes.
La Biblioteca del Museo contiene más de 57.000 títulos, muchos de los cuales datan de épocas tan anteriores como el siglo XV, así como 50.000 documentos y fotografías.

## Galería de imágenes

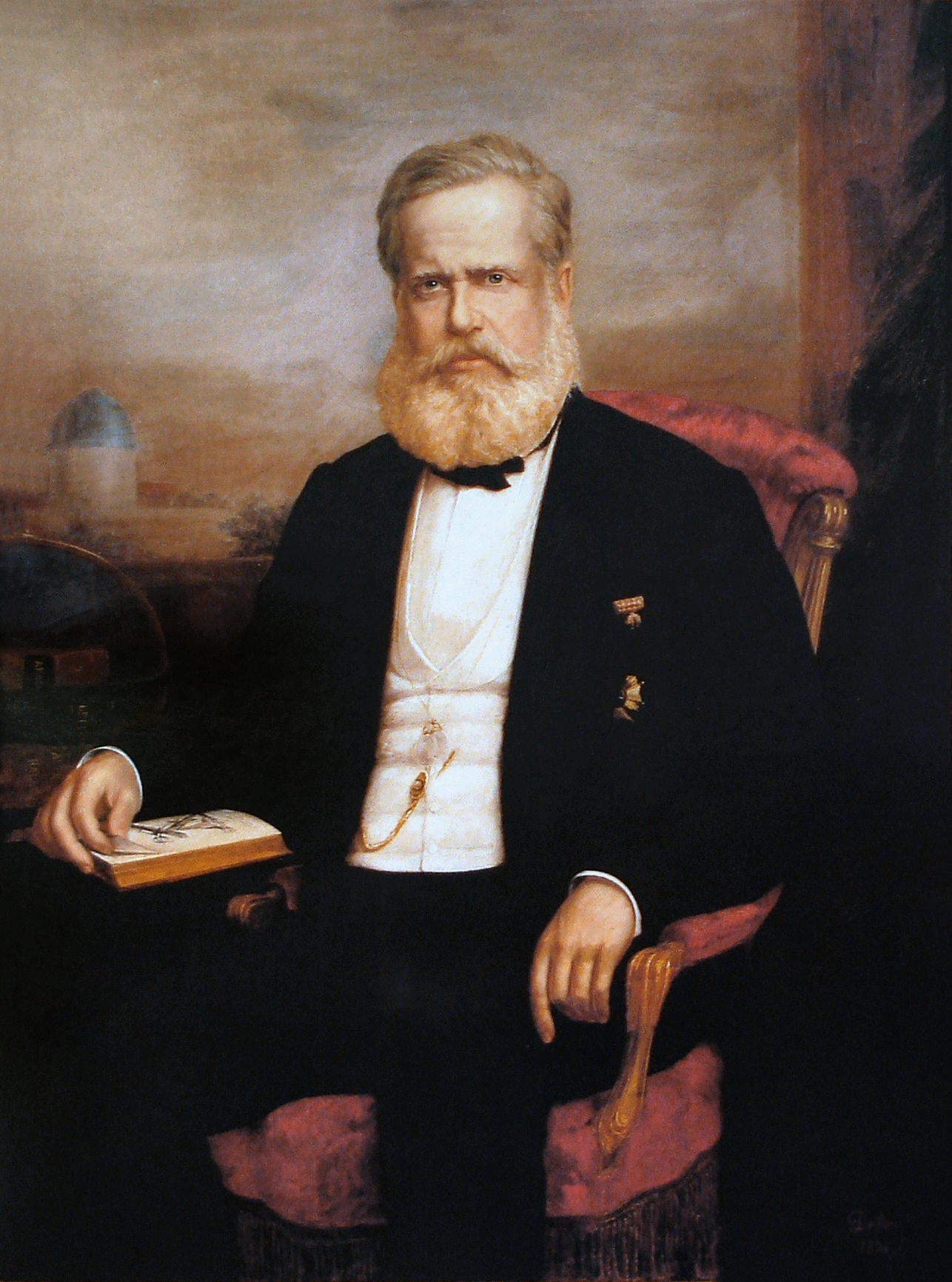
"Retrato de D. Pedro II" (por Delfim da Câmara).
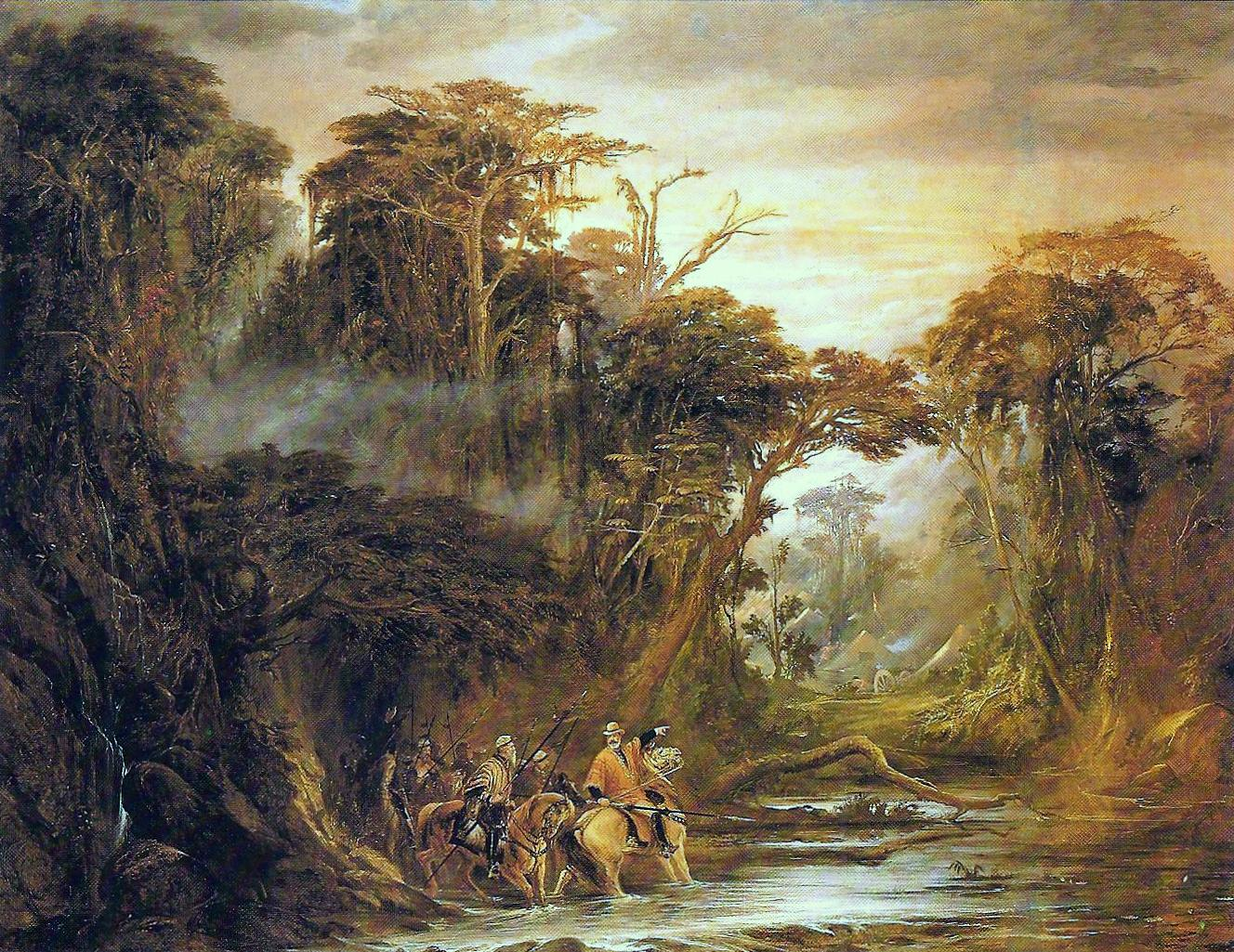
"Passagem do Chaco" (por Pedro Américo).
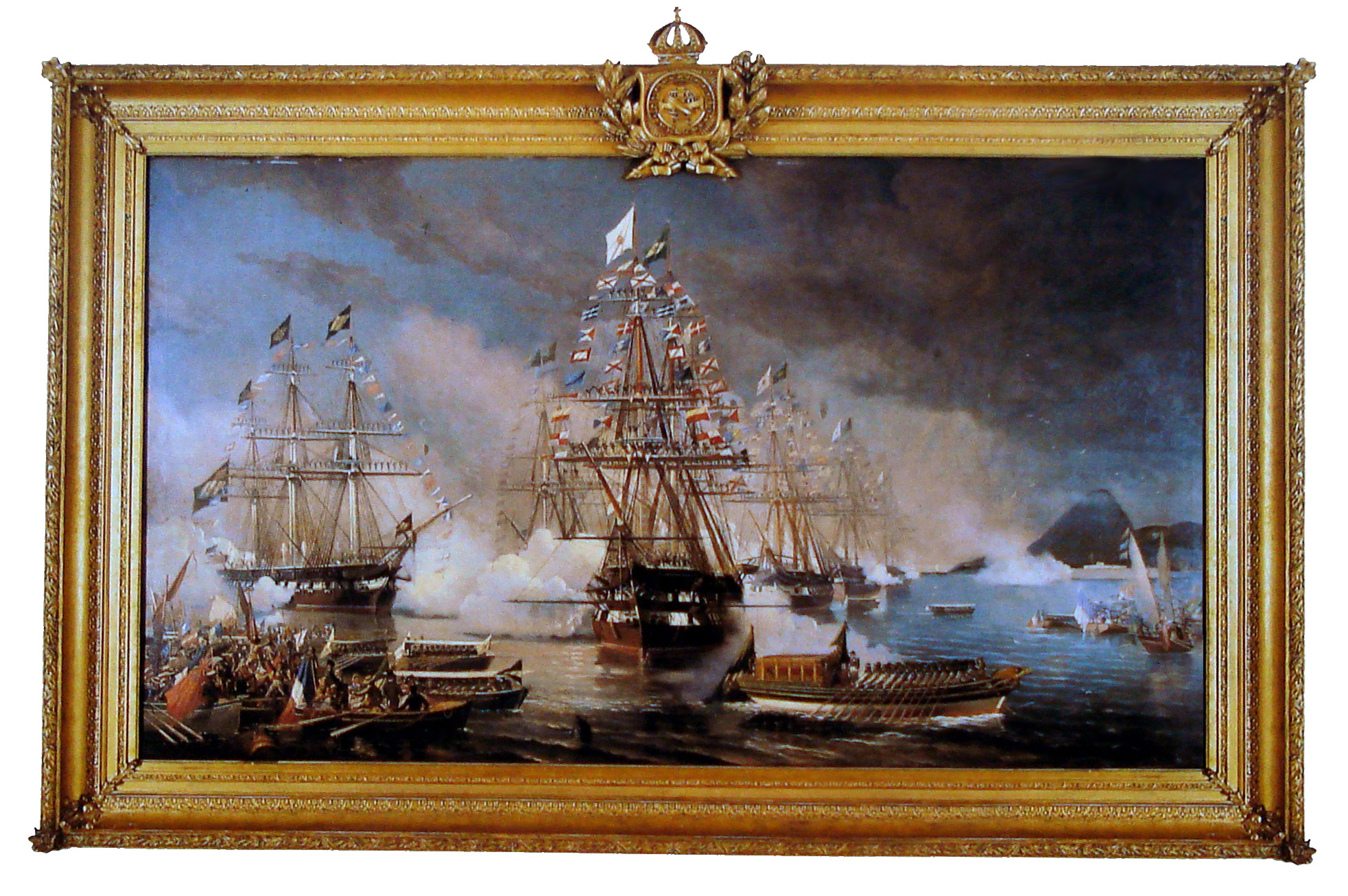
"A fragata Constituição" (por Eduardo de Martino).
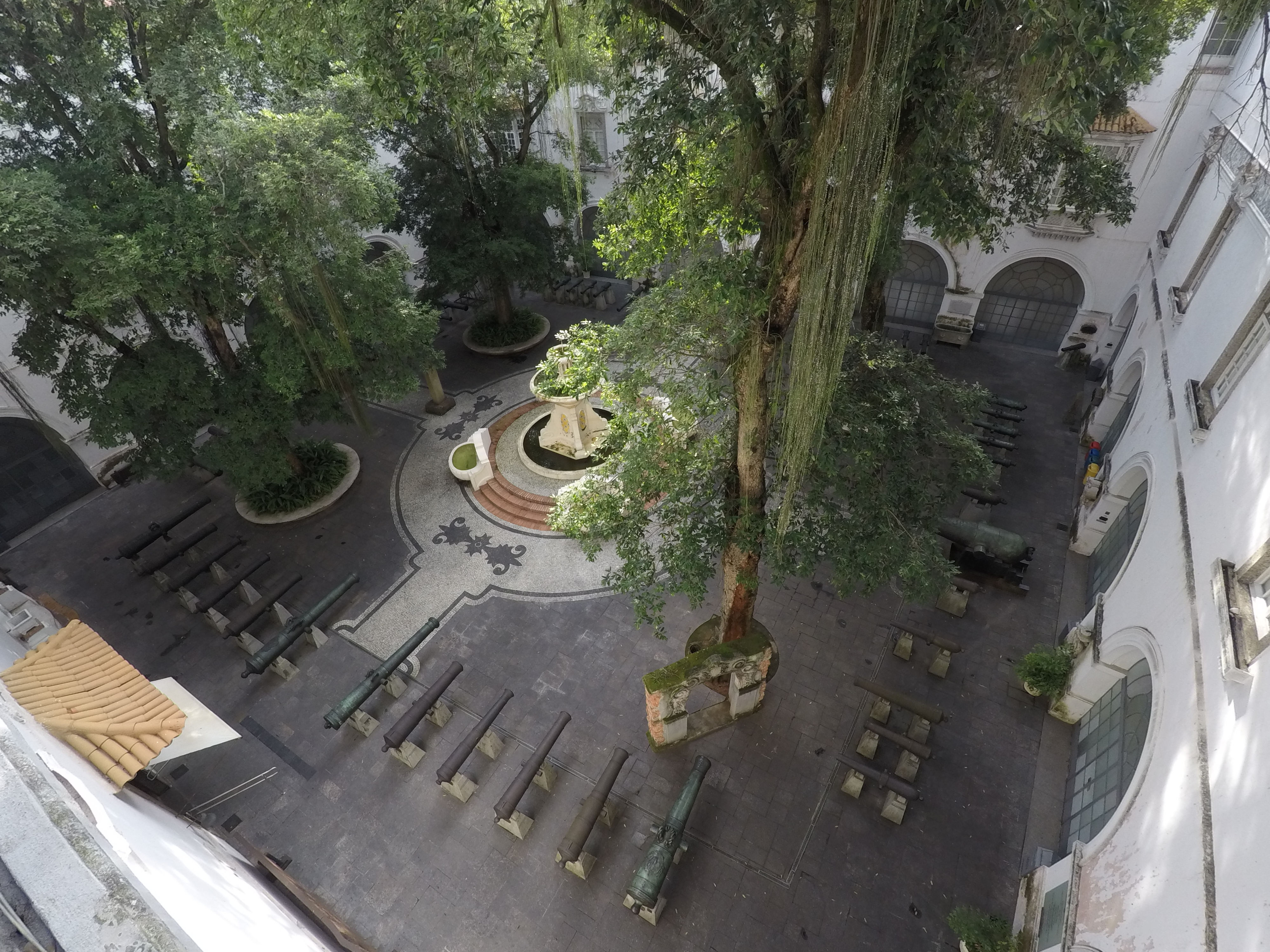
Patio de los cañones